# Monica Whately
Mary Monica Whately (Londres, 30 de novembre del 1889 - Londres, 12 de setembre del 1960) fou una sufragista i activista política anglesa.

## Biografia
Nasqué a Brompton, Londres. Estudià a l'Escola d'Economia de Londres. El 1912, juntament amb sa mare, Maude, fundà la Catholic Women's Suffrage Society, que es va transformar al 1918 en la St Joan Social and Political Union, de la qual Mary fou secretària. El 1921, fundà el Six Point Group, que va fer campanya pels drets de les dones, i també s'implicà en la Unió Nacional de Societats de Sufragi Femení i l'Open Door Society.
Mary Whately entrà en el Partit Laborista Independent (ILP) i en fou candidata per St Albans en les eleccions del 1929 i les del 1931. Va romandre en el Partit Laborista després que el ILP se'n desafiliàs i s'hi presentà sense èxit a Clapham en les eleccions del 1935, abans de guanyar l'elecció per al Consell del Comtat de Londres del 1937, en representació de Limehouse. Mentre era en el consell, va aconseguir que les matrones continuassen treballant després de casar-se.
Mary Whately feu campanya per la igualtat, pel sufragi i per les llibertats civils. Tingué molta rellevància en el Moviment No Més Guerra en el període d'entreguerres. En la Segona Guerra Mundial, col·laborà amb el Ministeri de Treball i el d'Informació, però es dedicà com més anava més a Save the Children. Després de la guerra, va fer campanya contra l'apartheid de Sud-àfrica i contra la brutal repressió del govern britànic contra l'Aixecament de Mau Mau a Kenya. Formava part de la Societat per a les Relacions Culturals amb l'URSS des del 1924,i visità la Unió Soviètica al 1950 i Txecoslovàquia, Polònia i la Xina. Com a anticolonialista, formà part de la delegació de la Lliga de l'Índia al 1932 i fou coautora del seu informe.